# ميلر هاي
ميلر هاي (بالإنجليزية: Millar Hay)‏ هو لاعب كرة قدم بريطاني في مركز الهجوم، ولد في 20 مايو 1946 في Cathcart ‏ في المملكة المتحدة. لعب مع هاميلتون أكاديميكال.